# Fairouz Ai
Fairouz Ai Kadota (門田 ファイルーズ あい?, Kadota Fairūzu Ai; Tokyo, 6 luglio 1993) è una doppiatrice giapponese.
È affiliata alla agenzia di doppiatori Mausu Promotion. Fairouz Ai è meglio conosciuta per i ruoli di Hibiki Sakura in How Heavy Are the Dumbbells You Lift?, Manatsu Natsuumi/Cure Summer in Tropical-Rouge! Pretty Cure, Emily Orange in Kandagawa Jet Girls, Eripiyo Se la mia idol preferita arrivasse al Budokan, morirei, Jolyne Kujo in Le bizzarre avventure di JoJo: Stone Ocean, Takechiyo in Yashahime: Princess Half-Demon, Delta in The Eminence in Shadow - Un giorno sarò l'eminenza grigia e Power in Chainsaw Man.

## Biografia
Fairouz Ai Kadota è nata il 6 luglio 1993 a Tokyo da madre giapponese e padre egiziano e il suo nome è ispirato dalla cantante libanese Fairuz. Ha trascorso alcuni anni della sua istruzione elementare alla scuola giapponese del Cairo prima di tornare in Giappone. Durante gli anni della scuola media acquisì familiarità con la serie manga Le bizzarre avventure di JoJo e, dato il suo crescente interesse per la serie, nello stesso periodo si unì a delle sessioni di lettura su Skype con altri fan. Grazie a quest'ultime decise di intraprendere la carriera di doppiatrice, ma i suoi genitori inizialmente disapprovarono i suoi piani. Ha successivamente studiato presso una scuola professionale di graphic design prima di trascorrere un anno come assistente dentale. Una volta riuscita a mettere da parte abbastanza soldi per le lezioni, si è iscritta a una scuola di recitazione per doppiatori.
Dopo aver terminato la sua formazione, Fairouz si è affiliata all'agenzia di doppiaggio Pro-Fit. Nel 2019 è stata scelta per il suo primo ruolo importante come Hibiki Sakura, la protagonista della serie televisiva anime How Heavy Are the Dumbbells You Lift?. Lei e Kaito Ishikawa hanno cantato la sigla di apertura della serie Onegai Muscle (お願いマッスル?) e, come parte delle promozioni dell'anime, è apparsa in vari video di sollevamento pesi. È stata scelta per il ruolo di Emily Orange nel franchise multimediale Kandagawa Jet Girls ed Eripiyo nella serie anime del 2020 Se la mia idol preferita arrivasse al Budokan, morirei; ha anche cantato il tema finale di quest'ultima serie Momoiro kataomoi (♡桃色片想い♡?), una cover di una canzone originariamente eseguita da Aya Matsuura.
Nel 2020, Fairouz è stata una delle vincitrici del premio come migliore attrice esordiente al 14º Seiyu Awards. Nel 2021, ha doppiato il ruolo da protagonista di Manatsu Natsuumi/Cure Summer in Tropical-Rouge! Pretty Cure.
Il 4 aprile 2021, Fairouz ha doppiato il ruolo di Jolyne Kujo nell'adattamento anime del sesto arco narrativo di Le bizzarre avventure di JoJo, Stone Ocean.
Dopo la chiusura di Pro-Fit il 31 marzo 2022, Fairouz si è affiliata a Raccoon Dog, un'agenzia di doppiaggio fondata dal doppiatore Nobuhiko Okamoto.

Il 31 dicembre 2024, sia la Raccoon Dog che Fairouz stessa hanno annunciato che, alcuni mesi prima, le era stato diagnosticato un disturbo da stress post-traumatico e che avrebbe temporaneamente limitato alcune delle sue attività per concentrarsi sul recupero.
Il 31 marzo 2025, Fairouz ha annunciato di aver lasciato la Raccoon Dog e di essersi unita alla Mausu Promotion. Nello stesso annuncio, ha comunicato anche la ripresa completa delle sue attività.

## Filmografia

### Anime
2019
- One-Punch Man come abitante della città A
- Dr. Stone come personaggi minori del mondo
- DanMachi come caposquadra
- How Heavy Are the Dumbbells You Lift? come Hibiki Sakura
- Cautious Hero come Valkyrie
- Kandagawa Jet Girls come Emily Orange

2020
- Se la mia idol preferita arrivasse al Budokan, morirei come Eripiyo
- Kiratto Pri Chan come Alice Kagayaki
- Mewkledreamy come Tokiwa Anzai
- Monster Girl Doctor come Kay Arte
- Yashahime: Princess Half-Demon come Takechiyo
- Fruits Basket come studentessa
- By the Grace of the Gods come Jane

2021
- Tropical-Rouge! Pretty Cure come Manatsu Natsuumi/Cure Summer
- Full Dive come Alicia
- Tokyo Revengers come Manjirō Sano (da giovane)
- Mewkledreamy Mix! come Tokiwa Anzai
- Kageki Shojo!! come Sayako Yamada
- Rumble Garanndoll come Rin Akagi
- Le bizzarre avventure di JoJo: Stone Ocean come Jolyne Kujo

2022
- Trapped in a Dating Sim: The World of Otome Games Is Tough for Mobs come Angelica Rapha Redgrave[7]
- Yu-Gi-Oh! Go Rush!! come Nyandestar
- Skeleton Knight in Another World come Arianne Glenys Lalatoya
- In the Heart of Kunoichi Tsubaki come Sumire
- Shine Post come Remi Nashinoki
- The Eminence in Shadow come Delta
- Chainsaw Man come Power
- Bibliophile Princess come Sophia

2023
- Handyman Saitou in Another World come Raelza[8]
- YouTuNya come Nya
- Magical Destroyers come Anarchy
- Summoned to Another World... Again? come Livaia
- Konosuba! - This Wonderful World come Cecily
- The Most Heretical Last Boss Queen come Pride
- Mushoku Tensei come Rinia Dedorudia
- Ragna Crimson come Slime cattivo
- KamiErabi God.app come Mitsuko
- My Daughter Left the Nest and Returned an S-Rank Adventurer come Marguerite
- I tormenti della vampira reclusa come Nelia Cunningham[9]
- Scott Pilgrim - La serie come Ramona Flowers

2024
- Villainess Level 99 come Yumiella Dolkness
- I Was Reincarnated as the 7th Prince so I Can Take My Time Perfecting My Magical Ability come Grim
- Kaiju No. 8 come Kikoru Shinomiya
- Mysterious Disappearances come Sumireko Ogawa
- Bye Bye, Earth come Belle Lablac
- Magilumiere Magical Girls Inc. come Kana Sakuragi
- Mayonaka Punch come Live
- Viral Hit come Aki Yashio
- Dragon Ball Daima come Panzy

2025
- Mi sono ritrovato a convivere con una kunoichi NEET come Ayame Momochi[10]

2026
- Re:Zero - Starting Life in Another World come Shaula[11]
- Dead Account come Kiyomi Urusugawa[12]

### Film - Anime
- Happy-Go-Lucky Days (2020) come Sayoko
- Girls und Panzer der Film (2015) come Kinuyo Nishi

### OAV/ONA
- Zenonzard: The Animation (2019 - episodio 0) come Ruri Minamino
- Akuma-kun (2023) come Gremory
- Scott Pilgrim - La serie come Ramona Flowers
- La concierge Pokémon come Alisa
- Leviathan come Lilit

### Videogiochi
2013
- Kantai Collection come Hornet

2014
- Granblue Fantasy come Fiorito

2015
- Kemono Friends come Reindeer
- Fate/Grand Order come Archer/Sei Shōnagon

2016
- White Cat Tennis come Haru

2017
- Fire Emblem Heroes come Phina, Yunaka
- Another Eden: The Cat Beyond Time and Space come Sesta
- Azur Lane come USS Intrepid
- Yuki Yuna is a Hero: Hanayui no Kirameki come Hime Hokkedō
- Magia Record: Puella Magi Madoka Magica Side Story come San Kagura
- MapleStory come Hoyoung

2018
- Cytus II come Cherry
- Bombergirl come Platinum
- Epic Seven come Landy
- Dragalia Lost come Nadine

2019
- Pokémon Masters EX come Kissara
- JoJo's Bizarre Adventure: Last Survivor come Jolyne Kujo

2020
- Kandagawa Jet Girls come Emily Orange
- KonoSuba: Fantastic Days come Cecily
- Marco & the Galaxy Dragon come Ruri
- Touhou LostWord come Toyosatomimi no Miko, Shinmyoumaru Sukuna, Sagume Kishin, Junko, Takane Yamashiro, Marisa Kirisame (Lunar War Enchanter), Sannyo Komakusa, Seija Kijin, Keine Kamishirasawa, Yuuka Kazami, Shou Toramaru, Mononobe no Futo
- Summer Pockets Reflection Blue come Shiki Kamiyama
- Kingdom of Hero come Shiv
- Genshin Impact come Xilonen
- Octopath Traveler: Conquerors of the Continent come Menno, Carol, Paula
- Ano Hi no Tabibito, Fureau Mirai come Tamaki Aoi

2021
- Cookie Run: Kingdom come Mala Sauce Cookie
- Blue Archive come Fuuka Aikiyo
- Uma Musume Pretty Derby come Sirius Symboli
- Wonder Boy: Asha in Monster World come Asha e vari altri ruoli
- The Legend of Heroes: Trails Through Daybreak come Ashen Lu

2022
- JoJo's Bizarre Adventure: All Star Battle R come Jolyne Kujo
- Trinity Trigger come Wiz
- DYSCHRONIA: Chronos Alternate come Systelia
- The Legend of Heroes: Trails Through Daybreak II come Celis Ortesia, Ashen Lu
- Overwatch 2 come Kiriko
- Path to Nowhere come EMP
- Star Ocean: The Divine Force come Marielle L. Kenny
- Goddess of Victory: Nikke come Belorta, Soldier FA, Power
- Goonya Monster come Pirarucu

2023
- Fire Emblem: Engage come Yunaka
- Octopath Traveler II come Ori
- 404 GAME RE:SET come Virtua Fighter
- Omega Strikers come Vyce
- Armored Core VI: Fires of Rubicon come Ayre
- Reverse: 1999 come Eternity
- Persona 5 Tactica come Luca, Guernica

2024
- Unicorn Overlord come Melisandre
- Rise of the Ronin come Voce Avatar femminile 2/Lama gemella
- Eiyuden Chronicle: Hundred Heroes come CJ
- The Hokkaido Serial Murder Case: The Okhotsk Disappearance ~Memories in Ice, Tearful Figurine~ come Aya
- Metaphor: ReFantazio come Catherina Grann
- Romancing SaGa 2: Revenge of the Seven come Orieve
- Fortress Saga come Tilly

2025
- Rusty Rabbit come Anna
- The Hundred Line: Last Defense Academy come Darumi Amemiya
- Scar-Lead Salvation come Willow Martin
- Rune Factory: Guardians of Azuma come Clarice
- No Sleep For Kaname Date - From AI: The Somnium Files come Hina Tsukiyono

### Doppiaggi

#### Live action
- The Batman, Selina Kyle / Catwoman (Zoë Kravitz)
- Black Christmas, Jesse (Brittany O'Grady)
- Debris, Nicole Hegmann (Sarah Desjardins)
- DMZ, Tenny (Sydney Park)
- Freaks Out, Matilde (Aurora Giovinazzo)
- Gen V, Marie Moreau (Jaz Sinclair)
- Come sposare un milionario, Loco Dempsey (Betty Grable)
- La mappa delle piccole cose perfette, Margaret (Kathryn Newton)
- Ms. Marvel, Nakia Bahadir (Yasmeen Fletcher)
- Pretty Little Liars: Original Sin, Noa Olivar (Maia Reficco)
- Resident Evil: Welcome to Raccoon City, Claire Redfield (Kaya Scodelario)
- Scream VI, Quinn Bailey (Liana Liberato)
- St. Elmo's Fire, Julianna "Jules" Van Patten (Demi Moore)
- Transformers - Il risveglio, Arcee (Liza Koshy)

#### Animazione
- Batwheels, Bibi
- Baby Boss 2 - Affari di famiglia, Glue Baby
- Hamster & Gretel, Gretel Grant-Gomez
- Playmobil: The Movie, Dr. Greta Grim